# Indiantravar
Indiantravar (Boechera) är ett släkte av korsblommiga växter. Indiantravar ingår i familjen korsblommiga växter.

## Bildgalleri

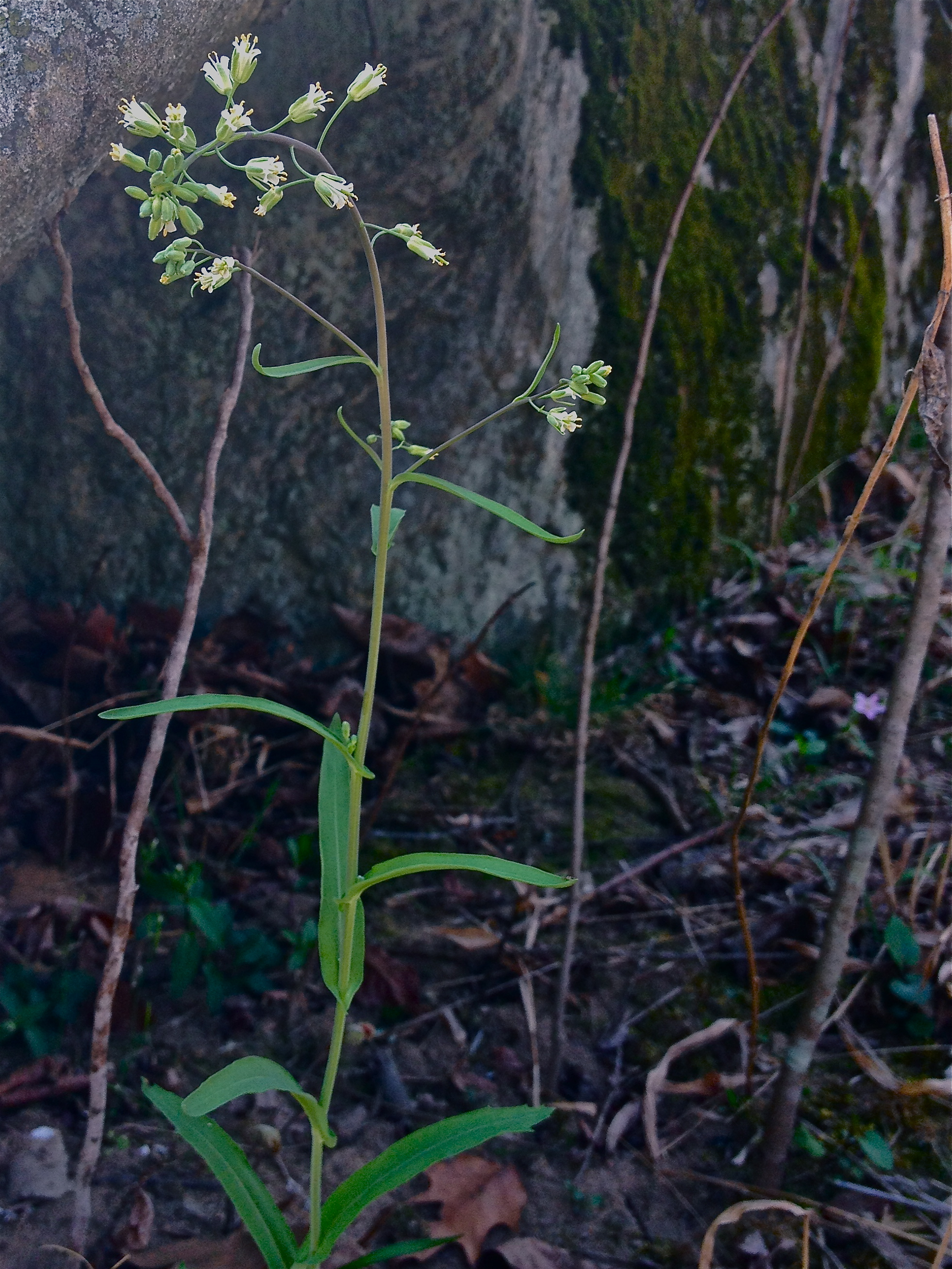
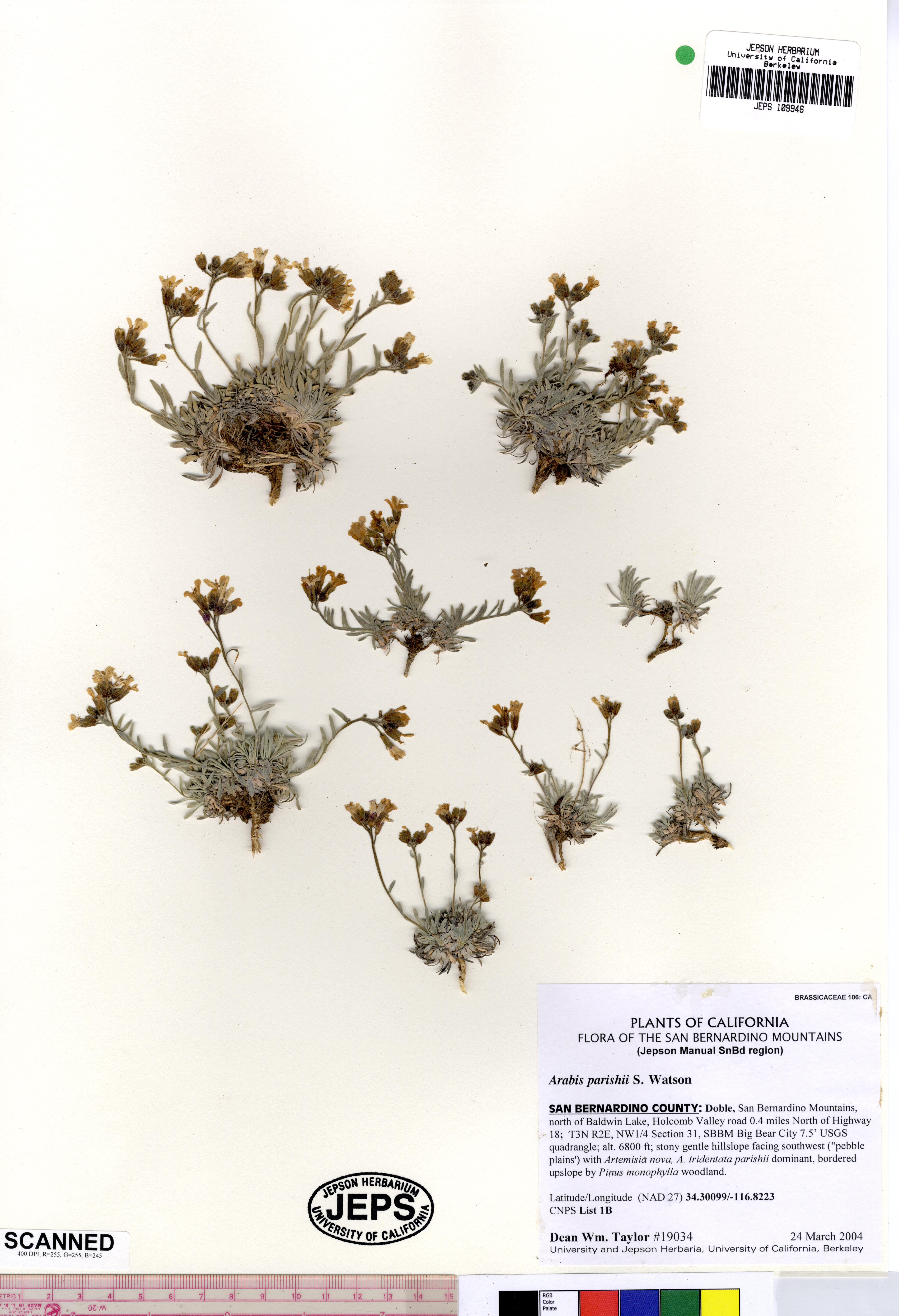
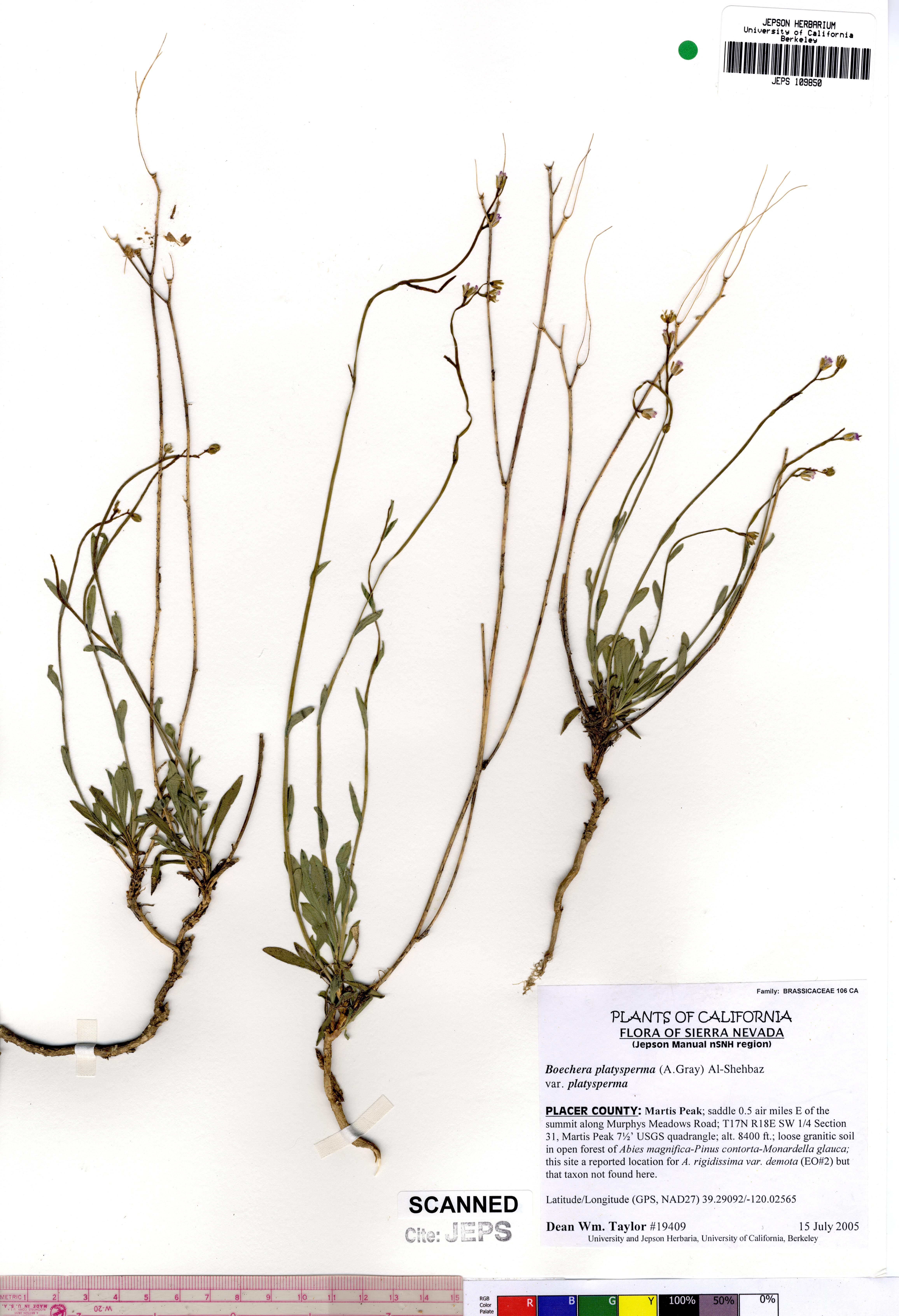
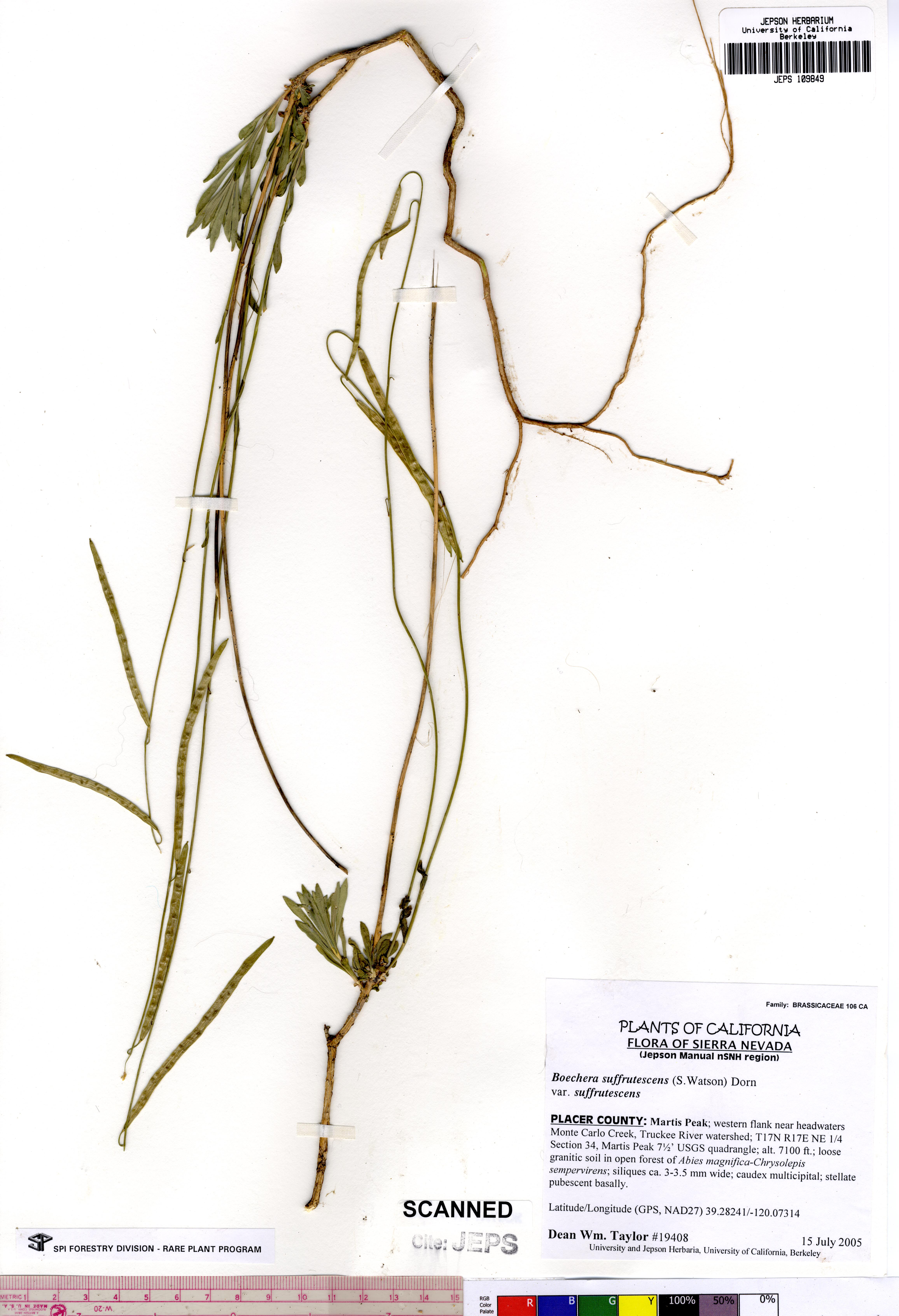
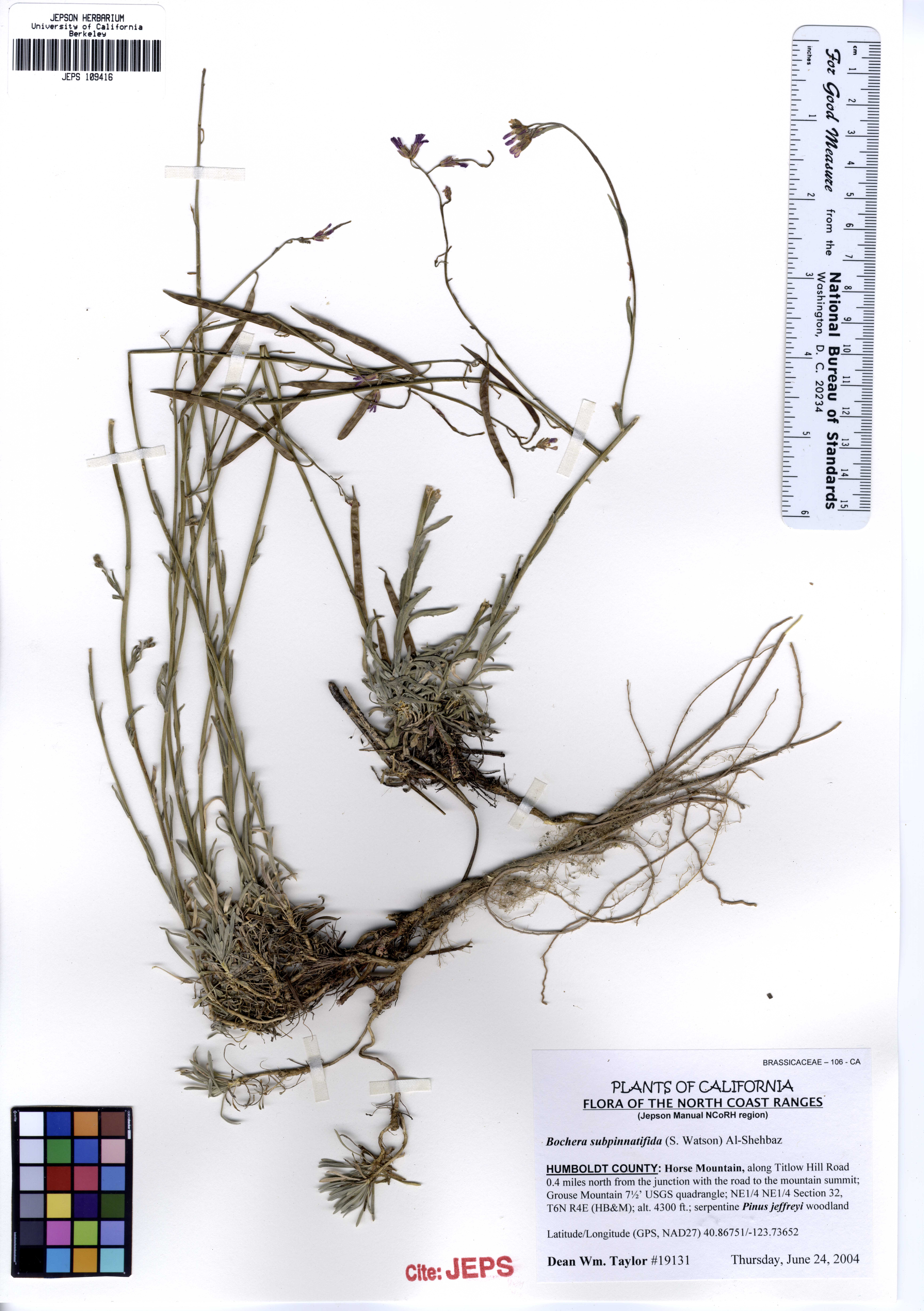
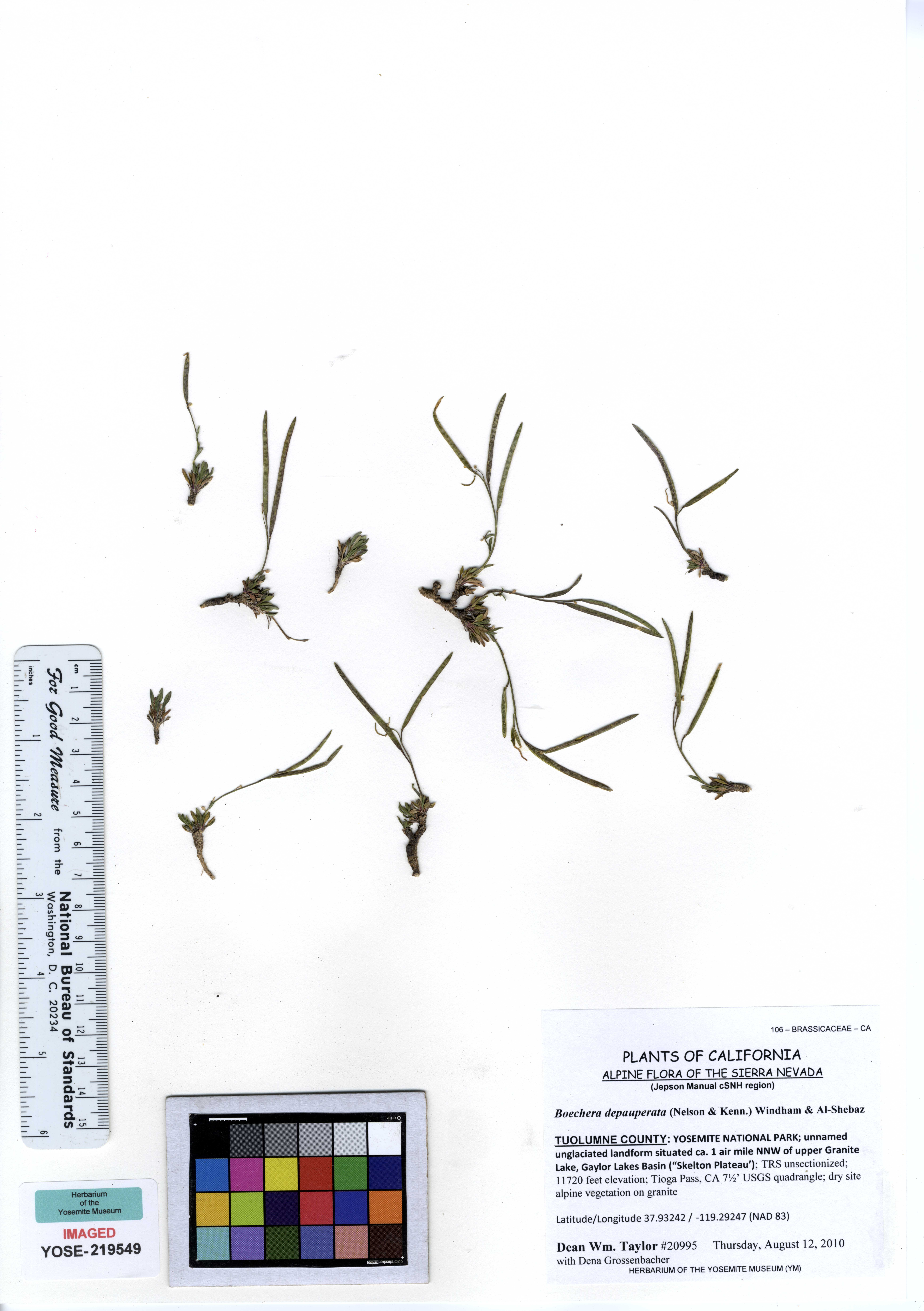

## Dottertaxa till Indiantravar, i alfabetisk ordning[1]
- Boechera acutina
- Boechera arcuata
- Boechera atrorubens
- Boechera bodiensis
- Boechera breweri
- Boechera burkii
- Boechera calderi
- Boechera californica
- Boechera canadensis
- Boechera cascadensis
- Boechera cobrensis
- Boechera collinsii
- Boechera consanguinea
- Boechera constancei
- Boechera covillei
- Boechera crandallii
- Boechera cusickii
- Boechera davidsonii
- Boechera dentata
- Boechera depauperata
- Boechera dispar
- Boechera divaricarpa
- Boechera drepanoloba
- Boechera duchesnensis
- Boechera elkoensis
- Boechera evadens
- Boechera falcata
- Boechera falcatoria
- Boechera falcifructa
- Boechera fecunda
- Boechera fendleri
- Boechera fernaldiana
- Boechera formosa
- Boechera fruticosa
- Boechera glareosa
- Boechera glaucovalvula
- Boechera goodrichii
- Boechera gracilenta
- Boechera gracilipes
- Boechera grahamii
- Boechera gunnisoniana
- Boechera harrisonii
- Boechera hastatula
- Boechera hoffmanii
- Boechera holboellii
- Boechera horizontalis
- Boechera howellii
- Boechera inyoensis
- Boechera johnstonii
- Boechera koehleri
- Boechera laevigata
- Boechera languida
- Boechera lasiocarpa
- Boechera lemmonii
- Boechera lignifera
- Boechera lincolnensis
- Boechera lyallii
- Boechera macounii
- Boechera microphylla
- Boechera missouriensis
- Boechera nevadensis
- Boechera ophira
- Boechera oxylobula
- Boechera paddoensis
- Boechera pallidifolia
- Boechera parishii
- Boechera pauciflora
- Boechera paupercula
- Boechera peirsonii
- Boechera pendulina
- Boechera pendulocarpa
- Boechera perennans
- Boechera perstellata
- Boechera pinetorum
- Boechera pinzlae
- Boechera platysperma
- Boechera polyantha
- Boechera porphyrea
- Boechera pratincola
- Boechera puberula
- Boechera pulchra
- Boechera pusilla
- Boechera pygmaea
- Boechera quebecensis
- Boechera rectissima
- Boechera repanda
- Boechera retrofracta
- Boechera rigidissima
- Boechera rollei
- Boechera rollinsiorum
- Boechera rubicundula
- Boechera saximontana
- Boechera schistacea
- Boechera serotina
- Boechera serpenticola
- Boechera shevockii
- Boechera shockleyi
- Boechera sparsiflora
- Boechera spatifolia
- Boechera stricta
- Boechera subpinnatifida
- Boechera suffrutescens
- Boechera texana
- Boechera tiehmii
- Boechera tularensis
- Boechera ultraalsa
- Boechera williamsii
- Boechera villosa
- Boechera xylopoda
- Boechera yorkii